# Черкасские
Черкасские (Черкаские; черкесские) — российский княжеский род, ведущий своё начало от патриарха черкесских княжеских родов Инала Светлого, правившего в Черкесии в XV веке. Потомки его, «однородцы» с кабардинскими князьями дома Идар (Идаровы), по переезде в Россию, после завоевания Иваном IV Грозным Астрахани в XVI веке, именовались князьями Черкасскими. В родословных сказках XVIII века своим предком называли египетского султана.

## Черкасские из дома Идаровых

### Темрюковичи-Черкасские
Пщышхуэ (великий князь) Кабарды Темрюк Идаров (праправнук Инала) отправил в Москву своего сына Салтанкула († 1572), названного в крещении Михаилом и пожалованного в бояре (1561) и дочь Марию († 1569), которая была второй супругой Иоанна IV Грозного.
Один из двоюродных братьев Салтанкула, Хорошай-мурза, в крещении Борис Камбулатович, был женат на родной сестре патриарха Филарета Никитича, Марфе, пожалован в бояре и умер в заточении на Белоозере († 1601). Его сын Иван принимал деятельное участие в событиях первой половины XVII века.
Двоюродный брат Михаила Темрюковича, Хокяг-мурза, в крещении князь Гавриил Камбулатович, служил воеводой в русских войсках (с 1564), был взят в плен поляками и освобожден (1585). Князь Семен Ардасович служил воеводой в шведском походе (1540), потом в походах казанском (1544), полоцком (1551), ливонском (1568) и против польского короля Стефана Батория (1581), наместник в Нарве.
Со смертью Каншова-мурзы († 1651), в крещении Дмитрия Мамстрюковича, боярина при царях Михаиле Федоровиче и Алексее Михайловиче, пресеклась старшая ветвь князей Черкасских.

### Алегуковичи-Черкасские
Род Черкасских продолжил князь Алегуко Сунчалеевич, имевший сына Михаила, боярина. Тот оставил трех сыновей: Андрея, Василия и Бориса. Сын последнего, Петр Борисович († 1768), при императрице Елизавете генерал-поручик и московский губернатор, оставил службу при Петре III с чином генерал-аншефа.

### Куденетовичи-Черкасские

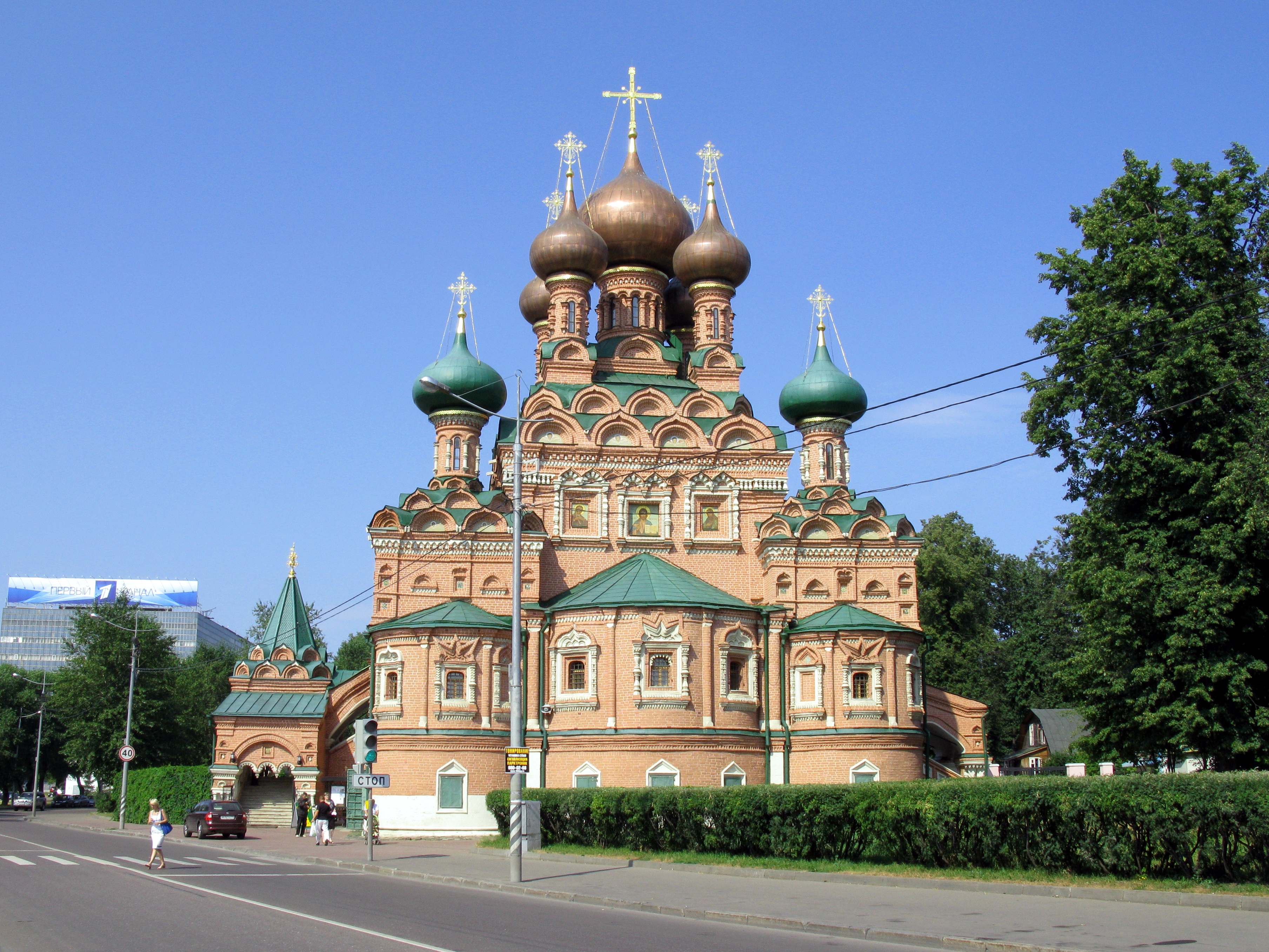
Вотчинная церковь в усадьбе Черкасских — селе Останкино. Построена в 1677-92 гг. князем М. Я. Черкасским.

Мурза Урусскан, в крещении Яков Куденетович, оставил сына Михаила Яковлевича, служившего сибирским губернатором. Он имел двух сыновей: Петра († 1701) и Алексея, который при Елизавете Петровне служил канцлером Российской империи. Он был последним из Черкасских. Погребён в присутствии императрицы рядом с предками в больничной церкви Новоспасского монастыря.
Единственная дочь канцлера, Варвара, оказалась наследницей самого богатого состояния в России. Поначалу её сосватали за известного сатирика, князя Антиоха Дмитриевича Кантемира. После его отказа от женитьбы княжна Черкасская была выдана, с приданым в 70 000 душ крестьян, за графа Петра Борисовича Шереметева, благодаря чему у последнего и образовалось громадное «шереметевское состояние».

## Описание герба
Род князей Черкасских записан в пятую часть родословной книги губерний Московской и Нижегородской. Герб внесён во вторую часть Гербовника.
В щите, разделённом на четыре части, посередине находится малый горностаевый щиток с державой обозначенный (служит памятью владетельного происхождения князей Черкасских и брачных союзов: княжны Марии Темрюковны и царя Ивана IV Васильевича Грозного, а князь Борис Камбулатович Черкасский в супружестве был с Марфой Никитичной Романовой). В первой части в красном поле черкас в золотой епанче и в княжеской шапке с пером, скачущий на белом коне с золотой сбруей, имеющий на плече золотое копьё (символизирует воинские подвиги князей Черкасских). Во второй части в голубом поле между трех шестиугольных звезд серебряных изображены крестообразно две серебряных стрелы, остроконечием вверх поднятые, на которых поставлен щит красного цвета с серебряным на нём полумесяцем (обозначают владение Кабардинской землёй). В третьей части в серебряном поле натурального цвета лев, держащий в передних лапах натянутый лук со стрелой (обозначает искусство черкас в стрельбе из лука стрелами и храбрость предводительствующих ими князей Черкасских). В четвёртой части в золотом поле видны два змия, перпендикулярно перевившиеся, натурального цвета (служило в Египте клеймом для горских народов).
Щит покрыт мантией, принадлежащей княжескому достоинству и шапкой с пером, имеющей вид чалмы, которая наложена на золотую корону. Сия шапка с пером изъявляет знаменитость родоначальника Черкасских князей Инала, который, по родословной сказке, был султаном в Египте. Герб внесён в Общий гербовник дворянских родов Российской империи, часть 2, 1-е отделение, стр. 9.

## Родственные роды
Прочие роды князей Черкасских, также являющиеся Иналидами, но происходящие не из дома Идаровых:
- Ахамашуковы-Черкасские, из которых первый известен князь Иван Ахамашуков-Черкасский, служивший воеводой в казанском походе (1544) и в ливонском (1588). Его сын, Петр Иванович († 1615), был воеводой в Алатыре, а внук, Василий Петрович, был окольничим и воеводой во многих походах при царях Михаиле Фёдоровиче и Алексее Михайловиче. Со смертью (1652) Василия Петровича прекратилась ветвь князей Ахамашуковых-Черкасских.
- Бековичи-Черкасские. Эта ветвь ведет начало от князя Александра Бековича-Черкасского (до крещения Давлет-Гирей)[3][4], убитого во время несчастного Хивинского похода († 1716).
- Егуповы-Черкасские. Предок их, князь Чугуп Егупович Черкасский, выехал в Россию при Грозном и принял крещение с именем Ивана. Сын его, Никита Иванович, был пожалован в стольники при коронации царя Михаила Фёдоровича, воевода в Томске (1633). Род внесён в V часть родословной книги Калужской губернии[5].

Нетитулованный дворянский род Черкасских имелся лишь один, он был записан в третью часть родословной книги Саратовской губернии.

## Известные представители
- Идар — легендарный черкесский правитель, правнук Инала Светлого, родоначальник Черкасских.
- Темрюк Идарович — кабардинский князь.
- Мария Темрюковна — вторая жена Ивана Грозного, дочь кабардинского князя Темрюка.
- Черкасский Семён Бекбулатович — воевода в Шведском походе (1540).
- Черкасский Тутарик-Мурза в святом крещении Иван Ельбузлуевич — прибыл в Москву (1556) и служил воеводой.
- Черкасские: Кудадек-Мурза (в Святом крещении Александр Сибокович), Василий Сибокович и Иван Баашукович — воеводы в Ливонском походе (1558).
- Черкасский Фёдор Ардасович — первый воевода в большом полку в Брянске (1565).
- Черкасский Иван Шереметекович — есаул в Ливонском походе (1577)[6].
- Черкасский Василий Карданукович (Казыкарданукович) — боярин, воевода в Смоленске (1603—1605) убит самозванцем Лже-Петром (1607).
- Черкасский Петр Иванович (Ахамашукович) — воевода в Берёзове (1606—1608), Галиче (1614), Алатыре (1614—1615).
- Черкасский Никита Иванович (Егупов) по прозванию Курица — стольник, воевода в Ливнах (1618), Томске (1632—1634).
- Черкасский Василий Петрович (Ахамашукович) — стольник, потом окольничий, воевода в Пскове (1624—1625), Вязьме (1626—1628), на Двине (1630—1632), Пскове (1642—1643).
- Черкасский Иван Араслан-Мурза — стольник (1627—1668).
- Черкасский Фёдор Сунчалеев — стольник (1629).
- Черкасский Иван Ярославович — воевода на Двине (1645—1646).
- Черкасский Иван Урасланович Мурзин-Черкасский воевода на северной Двине (1648).
- Черкасский Михаил Никитич (Егупов) — воевода в Костроме (1648—1649).
- Черкасский Михаил Иванович — стольник (1658—1686).
- Черкасский Григорий Сунчалеев — боярин (1658), воевода в Астрахани (1660—1663).
- Черкасский Андрей Камбулатович — стольник (1671), комнатный стольник царя Ивана Алексеевича (1676—1692).
- Черкасский Михаил Алегукович — стольник, потом боярин, воевода в Новгороде-Великом (1674—1676), Казани (1681).
- Черкасский Андрей Михайлович — комнатный стольник царя Петра Алексеевича (1676—1692).
- Черкасский Кастабулат-Муцалович — воевода над черкесами и калмыками для охранения границ (1678).
- Черкасский Михаил Яковлевич — боярин, потом ближний боярин, воевода в Новгороде-Великом (1685), Тобольске (1697—1699).
- Черкасский Иван Михайлович — стольник (1686—1692).
- Черкасский Борис Михайлович — комнатный стольник царя Петра Алексеевича (1686—1692).
- Черкасский Яков Михайлович — стольник (1688—1692).
- Черкасский Алексей Михайлович — комнатный стольник царя Ивана Алексеевича (1692).
- Черкасский Данила Григорьевич — комнатный стольник царя Ивана Алексеевича (1676—1692), воевода в Казани (1693).
- Черкасский Петр Михайлович — комнатный стольник царя Ивана Алексеевича (1692), воевода в Тобольске (1697—1699)[7][8].
- Егупов-Черкасский Никита Иванович — стольник (1627—1636).
- Егупов-Черкасский Михаил Никитич — стольник (1636—1658).
- Егупов-Черкасский — стряпчий (1676), комнатный стольник царя Ивана Алексеевича (1676—1692).
- Егуповы-Черкасские: Алексей и Иван Ивановичи — стольники царицы Прасковьи Фёдоровны (1686—1692).
- Егупов-Черкасский — стольник царицы Прасковьи Фёдоровны (1692)[9].
- Черкасский Алексей Михайлович — русский государственный деятель, сибирский губернатор (1719—1724) и Канцлер Российской империи (1740—1742).
- Черкасский Владимир Александрович — русский общественный деятель, представитель панславизма и славянофильства, активный участник отмены крепостного права в России.
- Махидевран-султан